# Carpen (okręg Dolj)
Carpen – wieś w Rumunii, w okręgu Dolj, w gminie Carpen. W 2011 roku liczyła 851 mieszkańców.